# Zamia kickxii
Zamia kickxii là một loài thực vật thuộc họ Zamiaceae. Đây là loài đặc hữu của Cuba.